# 9425 Marconcini
9425 Marconcini è un asteroide della fascia principale. Scoperto nel 1996, presenta un'orbita caratterizzata da un semiasse maggiore pari a 2,3201240 UA e da un'eccentricità di 0,2268168, inclinata di 9,22940° rispetto all'eclittica.